# Peipsiääre
Peipsiääre è un comune rurale dell'Estonia meridionale, nella contea di Tartumaa, affacciato sul Lago dei Ciudi (in estone Peipsi järv). Il centro amministrativo è il borgo (in estone alevik) di Kolkja.

## Località
Oltre al capoluogo, il comune comprende altri due borghi, Kasepää e Varnja, e 2 località (in estone küla), Savka e Sipelga